# アルットゥ・ラッピ
アルットゥ・ラッピ（Arttu Ville Eemeli Lappi、1984年5月11日 - ）はフィンランド・北サヴォ県クオピオ出身の元スキージャンプ選手。

## プロフィール
ラッピは10歳でスキージャンプを始め、1997年からフィンランドスキー連盟のHopeasompaチーム（12歳から16歳の有望な選手を選抜したチーム）に所属してジャンプのトレーニングを受けた。
2002年のノルディックスキージュニア世界選手権団体でヤンネ・ハッポネン、ハッリ・オッリ、アクセリ・コッコネンとともに金メダルを獲得、また2月24日にアメリカ合衆国アイアンマウンテンでのスキージャンプ・コンチネンタルカップで優勝するなどの実績を積んで3月1日のラハティスキーゲームズでスキージャンプ・ワールドカップにデビュー、8位となった。
2003年ノルディックスキー世界選手権では個人ラージヒル12位、団体戦ではヤンネ・アホネン、マッティ・ハウタマキ、タミ・キウルとともに金メダル獲得、個人ノーマルヒルで6位入賞した。
しかし翌シーズンから不振に陥り、足首の故障もあってコンチネンタルカップや更に格下のFISカップへの出場が主となった。
2006-2007シーズンにワールドカップに復帰、11月24日、クーサモの開幕戦で突然初勝利をあげ世界選手権ではラージヒル11位、団体戦4位、ノーマルヒル22位の成績を残した。ワールドカップ総合では自己最高位の15位だった。
翌2007-2008シーズンは再び不振に陥り総合52位、2008-2009シーズンはコンチネンタルカップに降格した。
2009年2月にロヴァニエミでトレーニング中右膝の靭帯を損傷し全治5カ月の重傷を負った。2009-2010シーズンに復帰しコンチネンタルカップに出場したが2010年4月に現役引退を表明した。
引退後ラッピはフィンランドチームの強化委員に選ばれた。